# Хажар, Абдурахман
Абдурахман Хажар (настоящее имя Абдурахман Шарафканди; 15 августа 1922 — 21 февраля 1991) — курдский поэт, лингвист, переводчик.

## Биография
Родился в семье учителя. Изучал философию и логику. Принимал участие в курдском движении во главе с Кази Мухаммедом. В 1947 году был назначен одним из официальных поэтов Мехабадской республики. После того, как республика перестала существовать, Хажар был подвергнут политическим гонениям. На протяжении почти 30 лет он проживал в различных странах, в том числе в Ираке, Сирии, Ливии и Египте. В Ираке принимал участие в национально-освободительном движении во главе с Мустафой Барзани, с которым Хажар установил тесные дружеские отношения. В 1975 году, после поражения движения, вернулся в Иран и поселился в городе Кередж, где проживал вплоть до своей смерти.

## Творчество
Начал печататься в 1945 году. Основные произведения: сборники стихов «Алакок» (1945), «Повесть об овечьих головах» (1957), «Всего понемногу» (1959). Основная тема работ — борьба за мир, права курдского народа, арабо-курдская дружба.
На русский язык были переведены стихотворения «Клянусь» (курд. Swend daxom) и «Плечом к плечу» (курд. Shan ba shan, оба 1959)
Переводил с азербайджанского, арабского и персидского языков.